# Union Européenne de Motocyclisme

Union Européenne de Motocyclisme

De Union Européenne de Motocyclisme (UEM, Engels: European Motorcycle Union) is het overkoepelende Europese verband voor motorfietsen en motorsport en als zodanig verantwoordelijk voor alle in Europa georganiseerde motorsportevenementen die niet voor een wereldkampioenschap meetellen. De UEM is een officieel door de FIM erkend verband en er zijn 47 nationale en 6 regionale motorfietsbonden bij aangesloten.

## Geschiedenis
Op 5 september 1995 kwamen 7 nationale motorfietsbonden in München bijeen om een Europees verband op te richten, naar voorbeeld van andere continentale verbanden. In de gesloten overeenkomst werd vastgelegd dat het op te richten verband onderdeel van de FIM zou moeten worden en dat het zich het promoten, ontwikkelen en verspreiden van de motorsport ten doel stelt. Bij de constitutionele zitting van de FIM op 17 februari 1996 werd uiteindelijk de Union Européenne de Motocyclisme als koepel van 21 sportbonden opgericht. In 1997 werd de UEM  door de FIM officieel als continentaal verband erkend.